# Grekland i olympiska sommarspelen 1996
Grekland deltog i de olympiska sommarspelen 1996 i Atlanta med en trupp bestående av 121 deltagare. Totalt vann de åtta medaljer och slutade på sextonde plats i medaljligan.

## Medaljer

### Guld
- Ioannis Melissanidis - Gymnastik, fristående
- Nikolaos Kaklamanakis - Segling, mistral
- Pyrros Dimas - Tyngdlyftning, lätt tungvikt
- Kakhi Kakhiashvili - Tyngdlyftning, tungvikt

### Silver
- Níki Bakogiánni - Friidrott, höjdhopp
- Leonidas Sampanis - Tyngdlyftning, bantamvikt
- Valerios Leonidis - Tyngdlyftning, fjädervikt
- Leonidas Kokas - Tyngdlyftning, mellantungvikt

## Boxning
Herrarnas bantamvikt
- Agathagelos Tsiripidis
  1. Första omgången — Förlorade mot Abdelaziz Boulehia (Algeriet) på poäng (6-10)

Herrarnas fjädervikt
- Tigran Ouzlian
  1. Första omgången — Bye
  2. Andra omgången — Förlorade mot Ramaz Paliani (Ryssland), 2-27

## Friidrott
Herrarnas längdhopp
- Spyridon Vasdekis
  - Kval — 7,98m (→ gick inte vidare)

- Kostas Koukodimos
  - Kval — 7,82m (→ gick inte vidare)

Herrarnas maraton
- Spyros Andriopoulos — 2:19,41 (→ 36:e plats)

Herrarnas släggkastning
- Alexandros Papadimitriou
  - Kval — 74,46m (→ gick inte vidare)

- Hristos Polihroniou
  - Kval — Ingen notering (→ gick inte vidare)

Damernas höjdhopp
- Niki Bakogianni
  - Kval — 1,93m
  - Final — 2,03m (→  Silver)

Damernas längdhopp
- Niki Xanthou
  - Kval — 6,60m
  - Final — 6,97m (→ 4:e plats)

- Voula Patoulidou
  - Kval — 6,58m
  - Final — 6,37m (→ 11:e plats)

Damernas diskuskastning
- Styliani Tsikouna
  - Kval — 56,66m (→ gick inte vidare)

- Anastasia Kelesidou
  - Kval — 59,60m (→ gick inte vidare)

- Ekaterini Voggoli
  - Kval — 58,70m (→ gick inte vidare)

Damernas tresteg
- Olga Vasdeki
  - Kval — 14,48m
  - Final — 14.44m (→ 6:e plats)

Damernas maraton
- Maria Polizou — 2:41,33 (→ 42:a plats)

## Fäktning
Damernas värja
- Niki-Katerina Sidiropoulou

## Simhopp
Herrarnas 3 m
- Nikolaos Siranidis
  - Kval — 316,50 (→ gick inte vidare, 26:e plats)

## Tennis
Damsingel
- Christina Papadáki
  1. Första omgången — Förlorade mot Angélica Gavaldón (Mexiko) 1-6 6-3 2-6